# Bastogne War Museum

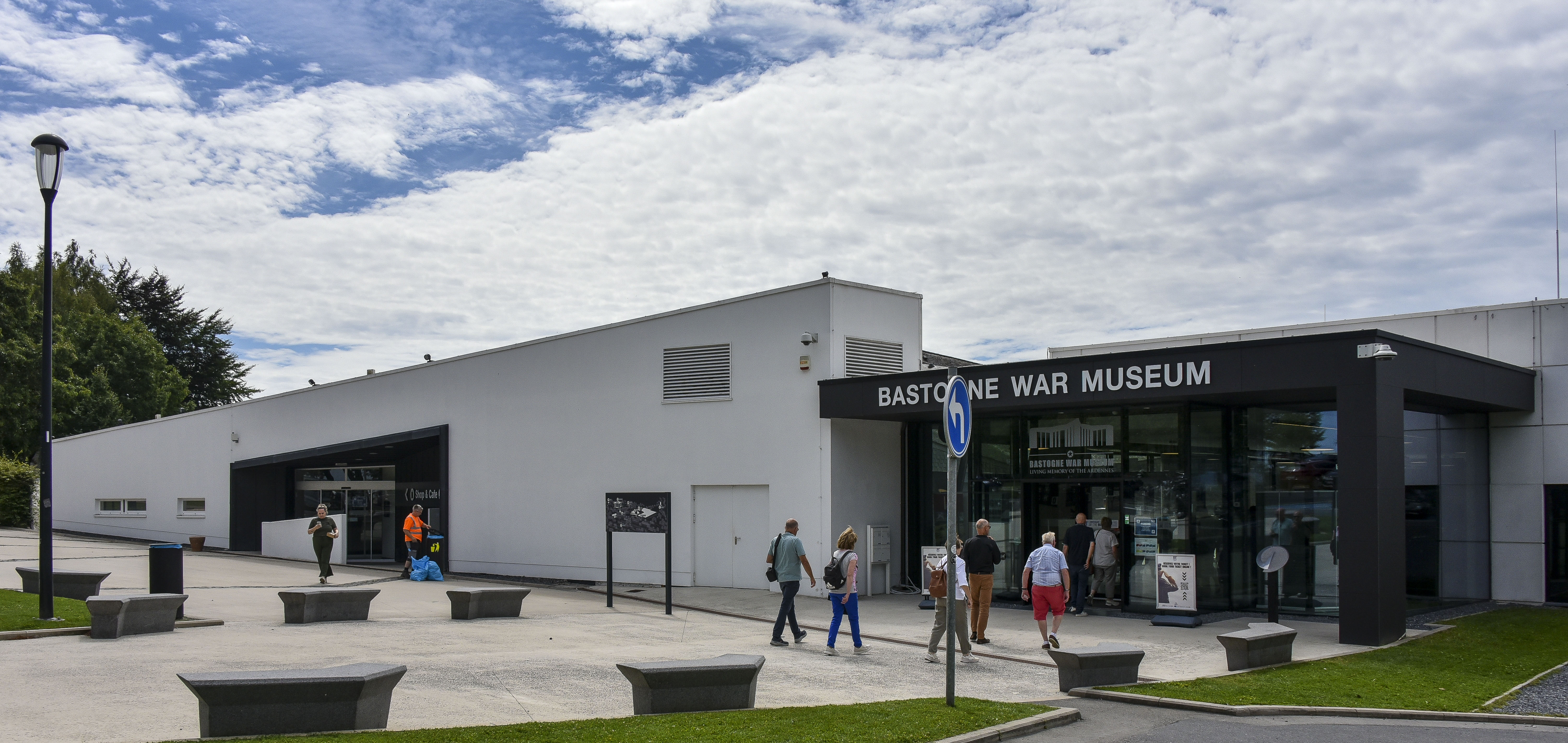
Bastogne War Museum

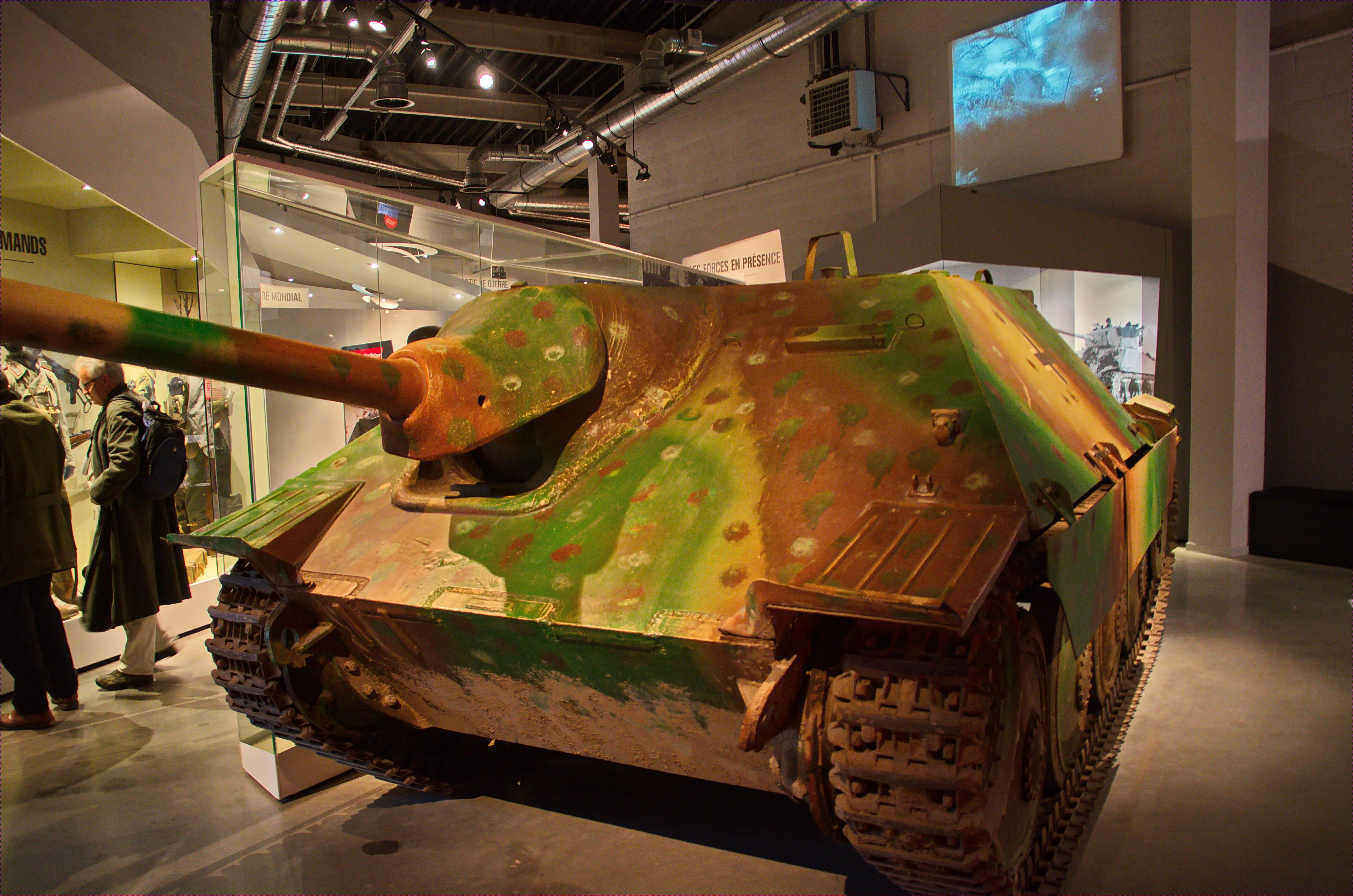
Een binnenaanzicht van het Bastogne War Museum (2015)

Het Bastogne War Museum is het belangrijkste museum over de Slag om de Ardennen. Het is gelegen bij het Mémorial du Mardasson, even buiten het centrum van de Belgische stad Bastenaken, destijds het middelpunt van de strijd. In de multimediaruimte zijn uniformen, uitrusting, voertuigen en materieel in 3-D te zien. De authenticiteit van de inrichting van het museum is uniek. 
De voorloper van het museum, het Bastogne Historical Center, kwam tot stand met hulp en adviezen van generaals die elkaar destijds bestreden.
Het huidige museum bevindt zich op de voormalige site van dat Bastogne Historical Center. Het werd na vier jaar sluiting, nodig voor de bouwperiode en tijd voor nieuwe inrichting, op 22 maart 2014 geopend.
In een aparte zaal draait een film van 30 minuten over de strijd, met commentaar in het Frans, het Nederlands, het Engels en het Duits.
Naast de collecties kan de bezoeker de Slag om Bastenaken in multivisie bekijken, samen met fragmenten van films die tijdens de gevechten zijn opgenomen.
Monument en museum zijn het hele jaar geopend met uitzondering van de maand januari. Het is niet het enige museum in Bastenaken rond het thema, enkele honderden meters verder zijn er ook de Bastogne Barracks en de Bastogne War Rooms.